# Selaginella hezhangensis
Selaginella hezhangensis är en mosslummerväxtart som beskrevs av P.S. Wang och X.Y. Wang. Selaginella hezhangensis ingår i släktet mosslumrar, och familjen mosslummerväxter. Inga underarter finns listade i Catalogue of Life.